# Massacres de décembre 1982
Massacres de décembre (en néerlandais : Decembermoorden) est l'appellation communément donnée à l'exécution de quinze opposants au régime militaire au Suriname le 8 décembre 1982. Cet événement a marqué profondément le Suriname et les Surinamiens vivant aux Pays-Bas. En protestation, le gouvernement des Pays-Bas gela l'aide au développement du Suriname.

## Faits
Quinze personnes furent exécutées à l'arme à feu par des militaires dans l'enceinte de Fort Zeelandia à Paramaribo, capitale du Suriname. Les militaires étaient sous les ordres du dirigeant militaire de l'époque Desi Bouterse. Parmi les victimes, il y avait des avocats, des journalistes et des militaires. Certains venaient d'être arrêtés, d'autres étaient emprisonnés depuis plusieurs mois.
Les circonstances dans lesquelles ces quinze personnes sont décédées, n'ont à ce jour pas été élucidées. La direction de l'armée déclara que les quinze personnes, dont une partie avait été arrêtée dans la nuit précédente, étaient abattues lorsqu'elles étaient en fuite. D'autres versions parlent de torture, de meurtre, d'exécutions sommaires ainsi que de la présence de Dési Bouterse lui-même, quoique celui-ci dément avoir été personnellement présent lors de ces événements. Cependant, il a admis sa responsabilité formelle.

## Victimes
- John Baboeram (38), avocat
- Bram Behr (31), journaliste
- Cyrill Daal (48), leader syndical
- Kenneth Gonçalves (42), avocat
- Eddy Hoost (48), avocat
- André Kamperveen (58), entrepreneur
- Gerard Leckie (39), psychologue
- Sugrim Oemrawsingh (42), mathématicien et scientifique
- Lesley Rahman (28), journaliste
- Soerendre Rambocus (29), militaire
- Harold Riedewald (49), avocat
- Jiwansingh Sheombar (25), militaire
- Jozef Slagveer (42), journaliste
- Robby Sohansingh (37), entrepreneur
- Frank Wijngaarde (43), journaliste (de nationalité néerlandaise)

Une seizième personne arrêtée, le leader syndicaliste Freddy Derby, fut libéré de manière inattendue. Le 8 décembre 2000, il fit un rapport de l'expérience qu'il avait vécue.

## Suites et réactions

### Organisation des Nations unies
En 1983 les proches de huit victimes ont introduit une requête auprès du Comité des droits de l'Homme des Nations unies afin d'obtenir un avis sur le fait que les exécutions étaient en contradiction avec le Pacte international relatif aux droits civils et politiques (PIDCP). Les proches estimaient qu'ils ne disposaient plus de moyens juridiques au Suriname.
Malgré les pressions du gouvernement surinamais tendant à faire déclarer la requête irrecevable, le Comité jugea que les quinze victimes avaient été privées de leur vie d'une manière arbitraire en contradiction avec l'article 6 du PIDCP et enjoignit au Suriname d'enquêter sur les meurtres et de poursuivre les responsables.
En 1984, Amos Wako, rapporteur spécial du Conseil des droits de l'homme des Nations unies rendit visite au Suriname et aux Pays-Bas afin d'enquêter sur les Massacres de décembre. Le rapporteur conclut qu'au cours de la nuit du 8 au 9 décembre 1982, des exécutions sommaires et arbitraires ont eu lieu qui avaient eu un effet traumatisant sur la population surinamaise.

### Division au Suriname
Le fait de ne pas enquêter sur les Massacres de décembre a provoqué une division au sein de la population du Suriname. Nombreux furent ceux qui estimaient qu'une enquête indépendante et la poursuite des responsables étaient indispensables pour améliorer la situation au Suriname. D'autres voyaient cela comme un chapitre clos et estimaient que le Suriname devait regarder vers l'avenir.
Le 19 mars 2012, une proposition de loi d'amnistie fut déposée par six parlementaires de la majorité,.
Les proches des victimes adressèrent une lettre au parlement, dans laquelle entre autres fut argumenté qu'une loi d'amnistie était en contradiction avec la constitution du Suriname qui interdit formellement une ingérence dans une affaire judiciaire en cours et est en contradiction avec le Pacte de San José auquel a adhéré le Suriname en date du 12 novembre 1987.

## Enquêtes et procès

### Suspects
La liste des suspects fut ramenée au début du procès fin novembre 2007 aux 24 personnes suivantes :
- Errol Alibux
- Dick de Bie
- Etienne Boerenveen
- Desi Bouterse
- Winston Caldeira
- Wim Carbière
- Steven Dendoe
- Iwan Dijksteel
- Roy Esajas
- Ernst Gefferie
- Arthy Gorré
- John Hardjoprajitno
- Orlando Heidanus
- Kenneth Kempes
- Iwan Krolis
- Lucien Lewis
- Harvey Naarendorp
- John Nelom
- Edgar Ritfeld
- Ruben Rozendaal
- Badrissein Sital
- Jimmy Stolk
- Imro Themen
- Marcel Zeeuw

Suivant ses propres déclarations, Sammy Monsels aurait aimé comparaître, dans l'espoir de pouvoir ainsi prouver son innocence. Du fait que, dans son cas, la prescription en 2000 n'avait pas été interrompue, il fut retiré en quelques jours en 2005 de la liste des suspects. Il reçut une citation en justice en tant que témoin.

### Loi d'amnistie
L'Assemblée nationale a adopté, le mercredi 4 avril 2012, avec 28 voix contre 12, une proposition controversée de modification de la loi d'amnistie. La période sur laquelle la loi porte commence dorénavant le 1er avril 1980 (c'était précédemment le 1er janvier 1985). De par l'entrée en vigueur de la loi modificative, les suspects des massacres de décembre 1982 ne peuvent pas être poursuivis.

### Chronologie judiciaire
Il a fallu de nombreuses années avant que les autorités du Suriname entreprennent les premières étapes juridiques afin d'éclaircir l'affaire. Après les assassinats, les corps furent enterrés sans autopsie et sans le début d'une enquête judiciaire.
Une pré-enquête judiciaire a été entamée le 1er novembre 2000, soit un mois avant l'échéance du délai de prescription, sous la direction du juge-commissaire Albert Ramnewash. En décembre 2002, Ramnewash demanda une autopsie des restes des victimes. Le Suriname ne disposant pas de l'expertise nécessaire en la matière, l'Institut médico-légal néerlandais (het Nederlands Forensisch Instituut - NFI) fut chargé de cette expertise. En août 2004, le NFI transmit les résultats de l'expertise médico-légale aux enquêteurs du Suriname.
Initialement, on s'attendait à ce que Dési Bouterse comparaisse déjà en 2004. Cependant, ce n'est qu'au début du mois de décembre 2004 que la pré-enquête fut bouclée. Le juge-commissaire Ramnewash communiqua les résultats au Ministère public, qui était obligé de faire savoir aux 34 suspects dans cette affaire s'ils étaient poursuivis dans cette affaire. Le 24 décembre 2004, les suspects reçurent une notification de poursuite.
Ce n'est qu'en 2007 que Bouterse présenta ses excuses pour ce massacre. En même temps, il plaida pour une amnistie pour les auteurs et leurs complices. Bouterse estimait n'être que politiquement responsable pour ces meurtres, il n'aurait pas été présent.
En octobre 2007, d'une déclaration de deux témoins oculaires, parmi lesquels un garde du corps de Roy Horb, il fut admis que Bouterse était présent à Fort Zeelandia durant ces massacres, et qu'il ait reçu les victimes dans son bureau peu avant leur mort. Les meurtres auraient été préparés déjà un mois avant. Initialement, le régime Bouterse avait prévu d'exécuter les opposants en mer. Ce plan fut ensuite écarté.
Le procès commença le 30 novembre 2007 sur la base navale de Box à Domburg. Parmi les suspects, Marcel Zeeuw, Etienne Boerenveen et Arthy Gorré furent entre autres présents. Le suspect principal Dési Bouterse ne se présenta pas. Son avocat, Irwin Kanhai argumenta que son client ne devait pas paraître devant une Cour martiale, mais devait être jugé devant un tribunal. Le procès fut suspendu en avril 2008. Jusqu'alors, il y avait eu cinq séances au cours desquelles les avocats des suspects avaient fait des tentatives de faire déclarer la Cour martiale non compétente dans l'affaire.
Le procès reprit le 3 juillet 2008. Aux côtés des militaires, Etienne Boerenveen et Arthy Gorré, comparaissaient Dick de Bie et Iwan Krolis convoqués comme suspects. Quelques dizaines de personnes furent appelées à témoigner. Eleonora Graanoogst, ancienne secrétaire de Dési Bouterse aurait déposé un témoignage accablant contre Bouterse.
Une nouvelle suspension eut cependant lieu après que l'avocat de Dési Boutersé ait déposé une requête en récusation à l'encontre de la présidente de la Cour martiale, Cynthia Valstein-Montnor. Deux autres requêtes en récusation furent déposées mais déclarées non recevables.
Le 23 mars 2012, Ruben Rozendaal, ancien confident de Bouterse, déclara sous serment qu'à l'époque, Dési Bouterse a personnellement tiré mortellement sur Cyrill Daal et Surendre Rambocus. Bouterse prétend qu'il n'était pas présent et que la décision a été prise par le commandant de bataillon Paul Bhagwandas (en), mort en 1996. Toutefois, il en reconnaît la responsabilité politique. En 2017, Bouterse est impliqué dans un procès où l'accusation lui demande de répondre du massacre de décembre 1982. Bien qu'il ait essayé d'empêcher sa tenue en invoquant la sécurité nationale, il risque 20 ans de prison s'il est reconnu coupable.
Le 29 novembre 2019, alors qu'il était en voyage officiel en Chine, le président Desi Bouterse a été condamné par un tribunal militaire surinamais à 20 ans de prison pour le massacre du fort Zeelandia. Six autres anciens officiers de l’armée du Suriname sont également condamnés avec lui, dont un ancien consul du Suriname en Guyane,.

## Commémorations

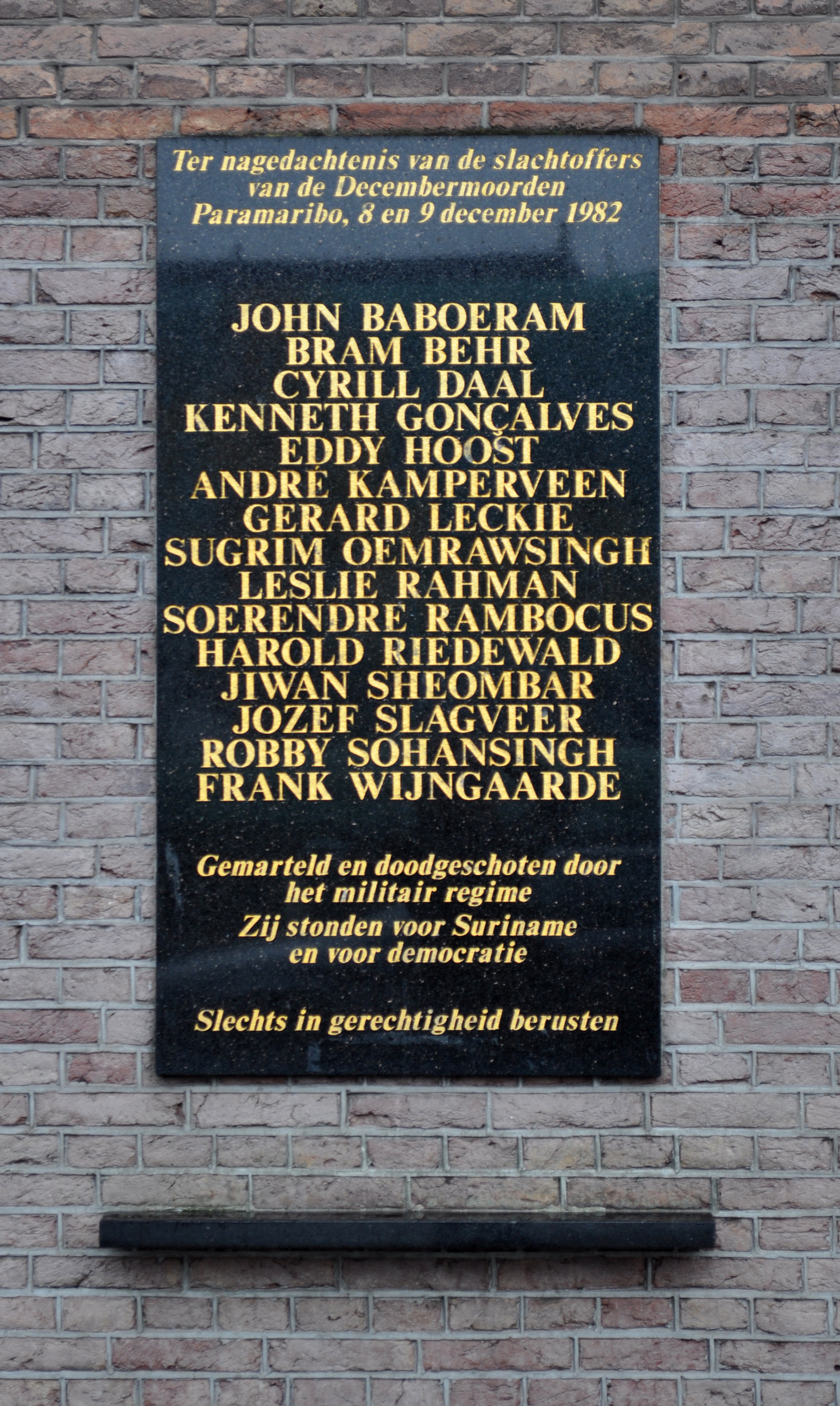
Plaque commémorative à l'église Moïse et Aäron à Amsterdam.

Des commémorations des Massacres de décembre sont organisées chaque année en différents lieux, notamment près du consulat du Suriname à Amsterdam. Une plaque commémorative reprenant le nom des quinze victimes a été placée sur le mur sud de l'église de Moïse et Aäron à Amsterdam.
Au Suriname, un mémorial a été inauguré le 8 décembre 2009 par le président Ronald Venetiaan sur les lieux du massacre à Fort Zeelandia.

## Roman
Dans les jours suivant les Massacres de décembre, Edgar Cairo écrivit le roman De smaak van Sranan Libre (Le goût de Sranan Libre). Un extrait du roman parut dans le journal Het Parool. L'histoire fut diffusée sous la forme d'une pièce radiophonique par Wereldomroep (émetteur de radiodiffusion mondiale). Le livre lui-même ne fut édité que fin 2007 par les éditions In de Knipscheer.

## Littérature
- Jan Sariman : De Decembermoorden in Suriname: verslag van een ooggetuige. (Les Massacres de décembre au Suriname : rapport d'un témoin oculaire Avec une postface de Chin A Sen, Editions Het Wereldvenster, Bussum 1983.  (ISBN 90-293-9435-8)
- Willem Oltmans : Willem Oltmans in gesprek met Desi Bouterse (Willem Oltmans en entrevue avec Dési Bouterse, Editions Jan Mets, Amsterdam 1984.  (ISBN 9070509156)
- Harmen Boerboom et Joost Oranje : De 8-december-moorden. Slagschaduw over Suriname (Les meurtres du 8 décembre. Ombre sur le Suriname, Editions BZZTôH, 's-Gravenhage 1992.  (ISBN 90-6291-762-3)

## Sources
- (nl) Cet article est partiellement ou en totalité issu de l’article de Wikipédia en néerlandais intitulé « Decembermoorden » (voir la liste des auteurs).